# Petrofina

FINA-Logo

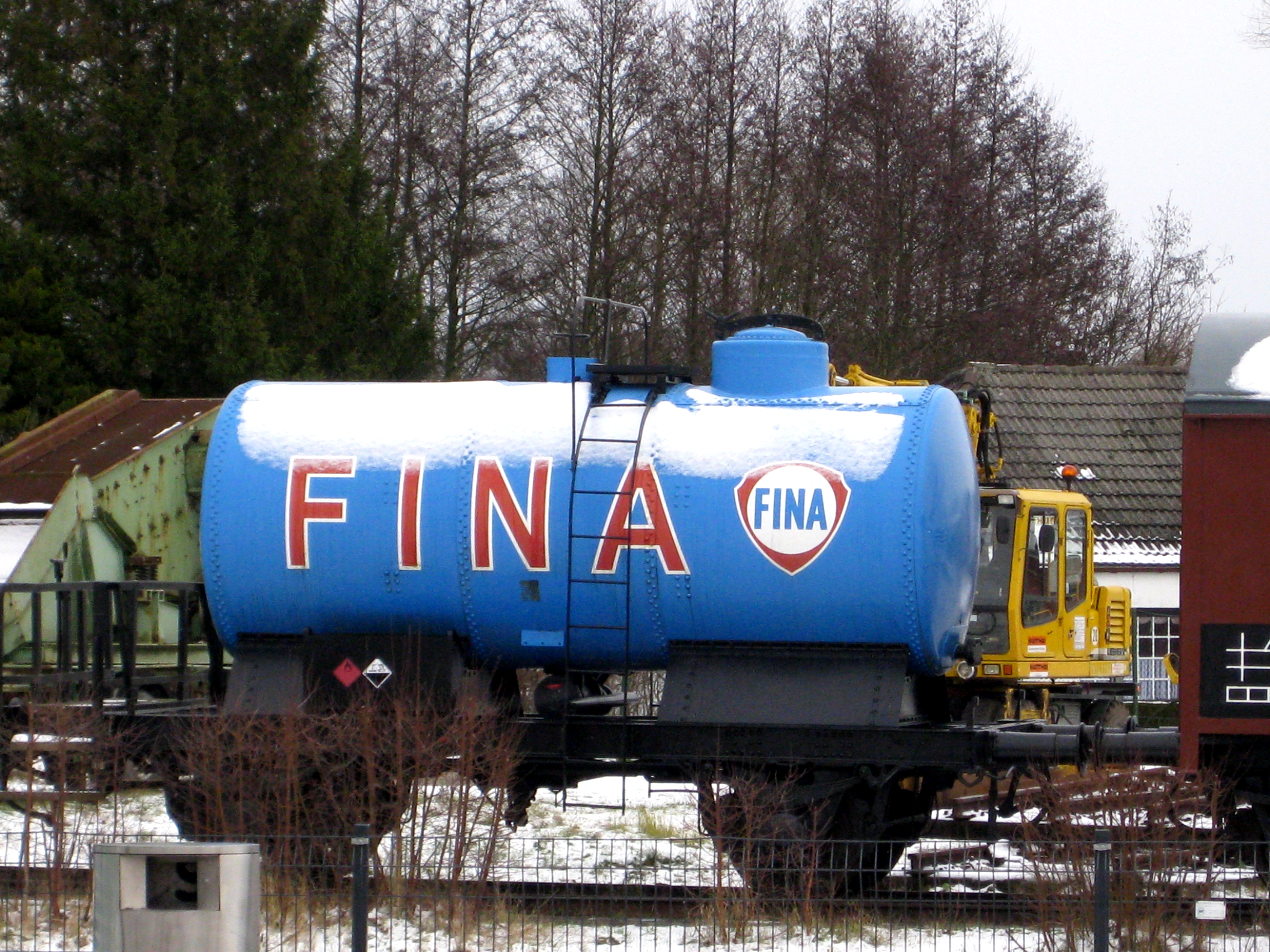
Historischer Kesselwagen (Museumsbahn Norden (Ostfriesland))

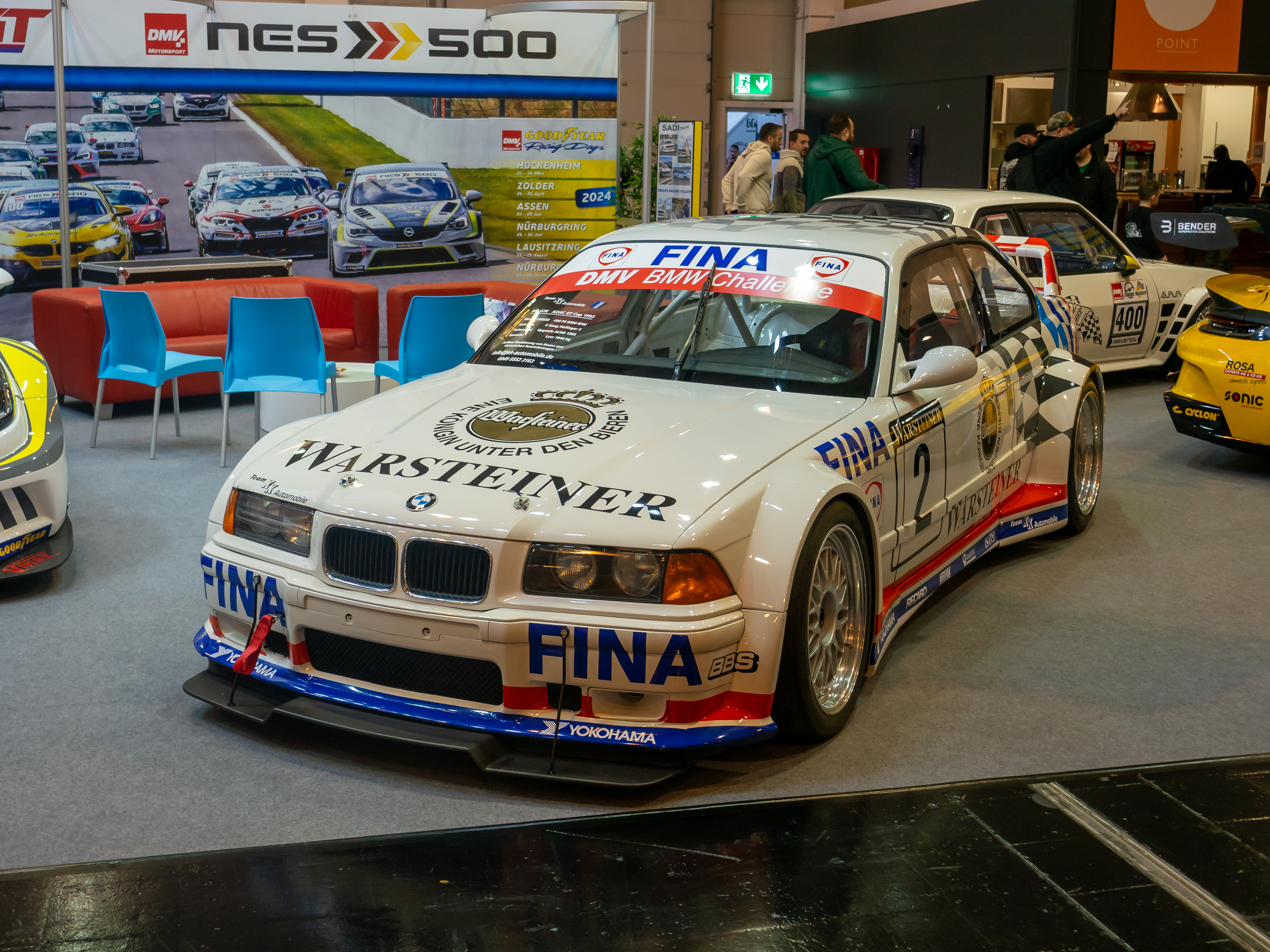
Fina als Sponsor im Motorsport

Die Compagnie Financière Belge des Pétroles, société anonyme, abgekürzt Petrofina S.A. (= Aktiengesellschaft), wurde am 25. Februar 1920 mit Sitz in Antwerpen von einer Gruppe von Investoren aus Antwerpen gegründet, ursprünglich zur Kontrolle der deutschen Erdölgesellschaften nach dem Ersten Weltkrieg.  
Das Mineralölunternehmen war in allen Bereichen der Erdölindustrie tätig und verfügte auch über eigene Raffinerien. In Europa, Amerika und Afrika wurden die Produkte unter dem Markennamen „FINA“ verkauft. Albert Frère (1926–2018) war einer der wichtigsten Aktionäre der Gesellschaft.
1980 betrieb das Unternehmen in der Bundesrepublik Deutschland 792 FINA-Tankstellen, davon 319 mit Selbstbedienung.
1999 fusionierte Petrofina mit seinem französischen Konkurrenten Total zur Totalfina. Ein Jahr später, 2000 erfolgte dessen Fusion mit der französischen Elf Aquitaine zur TotalFinaElf. Dieser Name wurde aber bereits 2003 zugunsten von „Total“ aufgegeben. Albert Frère war auch nach der Fusion der drei Gruppen einer der wichtigsten Aktionäre.